# 青木楠男
青木 楠男（あおき くすお、1893年（明治26年）7月23日 - 1987年（昭和62年）3月18日）は、大正から昭和時代の土木工学者、内務官僚。

## 経歴
高知県に生まれる。1918年（大正7年）東京帝国大学工科大学土木工学科を卒業し、内務省土木局に入る。1926年（大正15年）内務省土木試験所に転じ、1942年（昭和17年）同試験所長となる。この間、欧米出張を経て1930年（昭和5年）東京帝国大学講師を兼任した。
1946年（昭和21年）官職を辞し、創設間もない早稲田大学理工学部土木工学科教授となり、1954年（昭和29年）理工学部長、1956年（昭和31年）大学院工学研究科委員長を歴任し、1964年（昭和39年）退職した。また、東京工業大学でも講師として教鞭を執った。翌年の1965年（昭和40年）には国士舘大学教授を経て、同年早稲田大学名誉教授となった。この間、1954年（昭和29年）から1年間、土木学会第42代会長を務めた。さらに1966年（昭和41年）日本学士院会員となった他、文化財保護委員会委員、溶接学会、日本道路協会名誉会員、溶接学会会長、本州四国連絡橋技術調査会委員長など要職を歴任した。
鋼鉄製橋梁の研究で知られ、特に溶接鋼橋の開発に先駆的な役割を果たした。ほか、土木材料の研究や材料の試験法の規格化などに尽瘁した。

## 栄典
- 1960年（昭和35年） - 藍綬褒章